# Irische Cricket-Nationalmannschaft
Die irische Cricket-Nationalmannschaft (englisch Ireland cricket team; irisch Foireann cruicéad náisiúnta na hÉireann), deren Spieler auch unter den Spitznamen Men in Green und Green and Whites bekannt sind, vertritt die Insel Irland auf internationaler Ebene in der Sportart Cricket. Das Team wird von Cricket Ireland (CI) geleitet und ist seit 2017 Vollmitglied im International Cricket Council. Die Mannschaft besitzt somit Teststatus.
Irland ist die elftälteste Nationalmannschaft im Test Cricket und bestritt seinen ersten Test 2018 gegen Pakistan. Größte Erfolge bei Turnieren waren das Erreichen der Hauptrunde beim Cricket World Cup (2007) und dem T20 World Cup (2009 und 2022).
Die irische Nationalmannschaft repräsentiert die gesamte irische Insel. Ihr gehören Spieler sowohl aus der Republik Irland als auch aus dem zum Vereinigten Königreich gehörenden Nordirland an. Daher nutzt das Team die Flagge von Cricket Ireland und als Hymne Ireland’s Call, die auch von der irischen Rugby-Union-Nationalmannschaft genutzt wird. Das Team wird, neben der ähnlich aufgestellten Hockeynationalmannschaft der Herren und der Damen sowie der Rugby-Union-Nationalmannschaft, als wichtiges Symbol für Frieden und Zusammenarbeit auf der politisch geteilten Insel betrachtet.

## Geschichte

### Vor dem Beitritt zum ICC

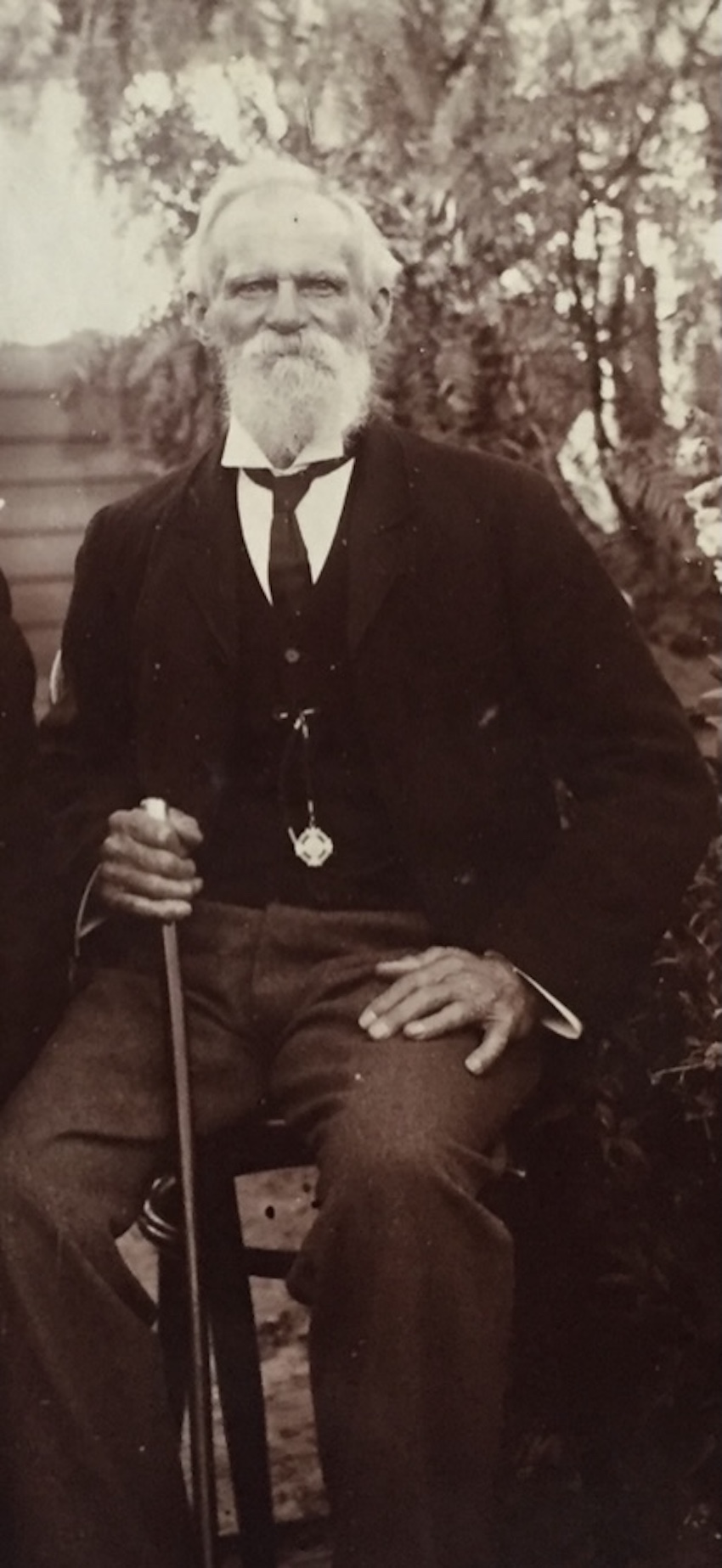
Der Engländer Charles Lawrence war in den 1850er Jahren für die Entwicklung des Crickets in Irland verantwortlich

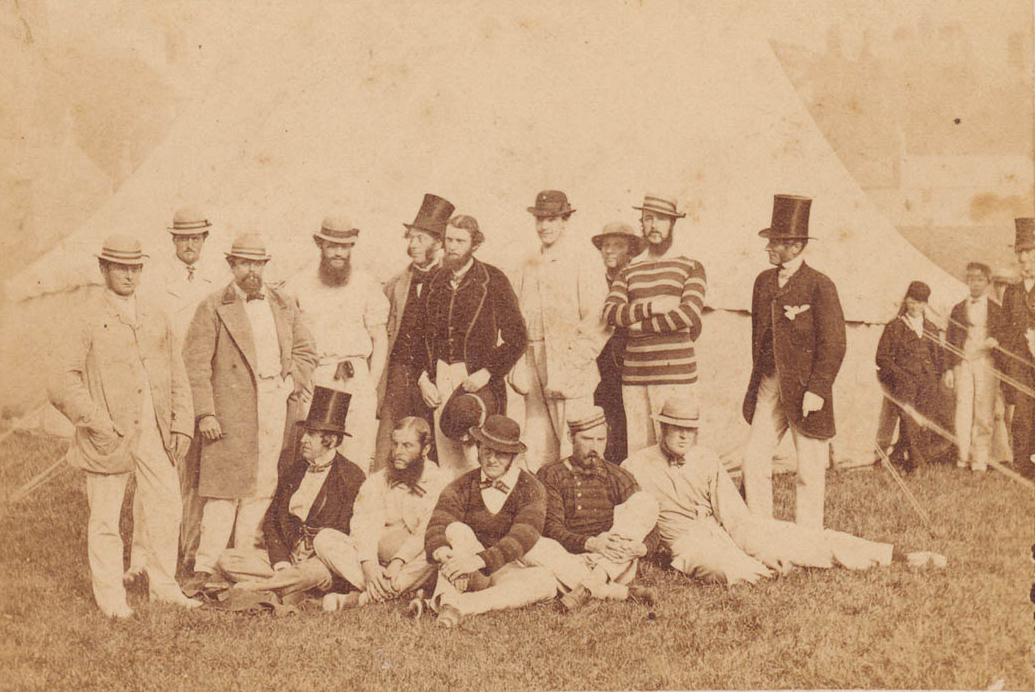
Das „All-Ireland United Cricketteam“ im Phoenix Park, Dublin, ca. 1858

Die erste Erwähnung von Cricket in Irland bezieht sich auf ein Spiel im Jahr 1731 im Phoenix Park in Dublin. Des Weiteren brachten Engländer Cricket im frühen 19. Jahrhundert in die irischen Städte Kilkenny und Ballinasloe. In den 1830er Jahren begann sich der Sport auszubreiten; viele der Clubs, die in den darauf folgenden 30 Jahren gegründet wurden, bestehen bis heute. Das erste internationale Cricketspiel fand 1855 gegen die Gentleman of England in Dublin statt und konnte mit 107 Runs gewonnen werden. In den 1850er Jahren war der Engländer Charles Lawrence als Trainer verantwortlich für die Entwicklung des Cricketspiels in Irland. In diesem Zeitraum wurde Irland erstmals von professionellen Mannschaften besucht. Irlands erstes Spiel gegen den Marylebone Cricket Club (MCC) fand 1858 statt.
In den Folgejahren kam es zu weiteren Spielen und das Cricket war in ganz Irland verbreitet, bevor es in den 1880er Jahren schwere Rückschläge für den Sport auf der Insel gab. 1884 gründete Michael Cusack als Reaktion auf die als bedrohlich empfundene Verbreitung von aus England stammenden Sportarten die Gaelic Athletic Association (GAA), um auch im Sport eine Identifikation mit der irischen Kultur zu ermöglichen. Jedoch scheiterte sein Versuch Cricket unter die Schirmherrschaft der GAA zu stellen. Über ein Jahrhundert lang verbot Regel 42 der GAA-Satzung die Ausübung „fremder Spiele“ (foreign games) auf Anlagen des Verbandes, wobei mit „fremd“ ausdrücklich Rugby, Fußball, Hockey und Cricket gemeint waren. Bis 1971 war es GAA-Mitgliedern gemäß Regel 27 sogar verboten, diese Sportarten auszuüben oder auch nur Spielen als Zuschauer beizuwohnen.
1890 wurde eine Vorgängerorganisation von Cricket Ireland gegründet und deren einzige Aufgabe war es, die irische Mannschaft für internationale Touren zusammenzustellen. Die irische Mannschaft unternahm zahlreiche Touren in die Vereinigten Staaten und Kanada (1879, 1888, 1892 und 1909), war ansonsten aber darauf angewiesen, dass internationale Top-Mannschaften die Insel besuchten. Das erste First-Class-Match wurde am 19. Mai 1902 gegen einen Londoner County Club, einschließlich W. G. Grace, gespielt. Die Iren, angeführt von Sir Tim O’Brien, gewannen deutlich mit 238 Runs. Nach der Englandtour 1902 – bei der es von vier Spielen eines gewann, in zwei unentschieden spielte und eines verlor – spielte Irland für die darauf folgenden fünf Jahre kein weiteres First-Class-Match mehr. Trotz einer Niederlage 1894 gegen Südafrika (es handelte sich um das erste Spiel gegen eine Testnation) gewann Irland 1904 gegen Südafrika; der erste Sieg gegen eine Testnation. Danach entwickelten sich die jährlich ausgetragenen Spiele gegen Schottland (ab 1909) und den Marylebone Cricket Club (ab 1924) zur festen Größe im Cricketkalender. Nach dem Zweiten Weltkrieg nahm die Popularität des Spiels in Irland deutlich ab, neben sportlichen Gründen waren dafür auch das erstarkende nationale Bewusstsein und die Konkurrenz durch die GAA ausschlaggebend. Dies änderte sich erst 1993 mit der Aufnahme der Mannschaft in den International Cricket Council (ICC).
Bis 1999 spielten die Iren jährliche First-Class-Matches gegen Schottland, unterbrochen nur durch die Weltkriege; für alle anderen internationalen Cricketspiele waren sie jedoch auf besuchende Mannschaften angewiesen. Dennoch war Irland in der Lage, selbst Testnationen zu überraschen. Unter anderem gelang es 1928 die West Indies in einem dreitägigen Spiel in Dublin mit 60 Runs zu besiegen; dies war Irlands erster Sieg über diese Mannschaft. 1969 besiegte Irland in einem Spiel in Sion Mills, County Tyrone, eine westindische Mannschaft (mit Clive Lloyd und Clyde Walcott in ihren Reihen) mit neun Wickets, nachdem es sie für 25 Runs ausgebowlt hatte. Dies war bis 2003 das letzte Mal, dass Irland eine besuchende Mannschaft besiegen konnte, bevor es Simbabwe mit zehn Wickets bezwang.
Schotten und Iren wetteiferten in dem Zeitraum vor allem mit Sri Lanka um den Status als beste Nicht-Testnation. 1979 schaffte es Irland, in einem vom Regen beeinflussten Spiel Sri Lanka ein Unentschieden abzuringen, nachdem es 341 Runs für den Verlust von sieben Wickets in zwei Innings erzielt hatte, während Sri Lanka 288 für sechs in einem Innings erzielte. Irland, Schottland und die Niederlande erhielten bei Gelegenheit Einladungen für die Wettbewerbe der englischen County Clubs, einschließlich des Benson & Hedges Cup und dem Friends Provident Trophy. Da in diesem Wettbewerben keine Beschränkungen bestehen, was die Nationalität betrifft, konnten Nicht-Iren für die irische Mannschaft spielen. So traten 1997 der Südafrikaner Hansie Cronje und 2007 der Neuseeländer Jesse Ryder für Irland an.

### Aufnahme in den ICC

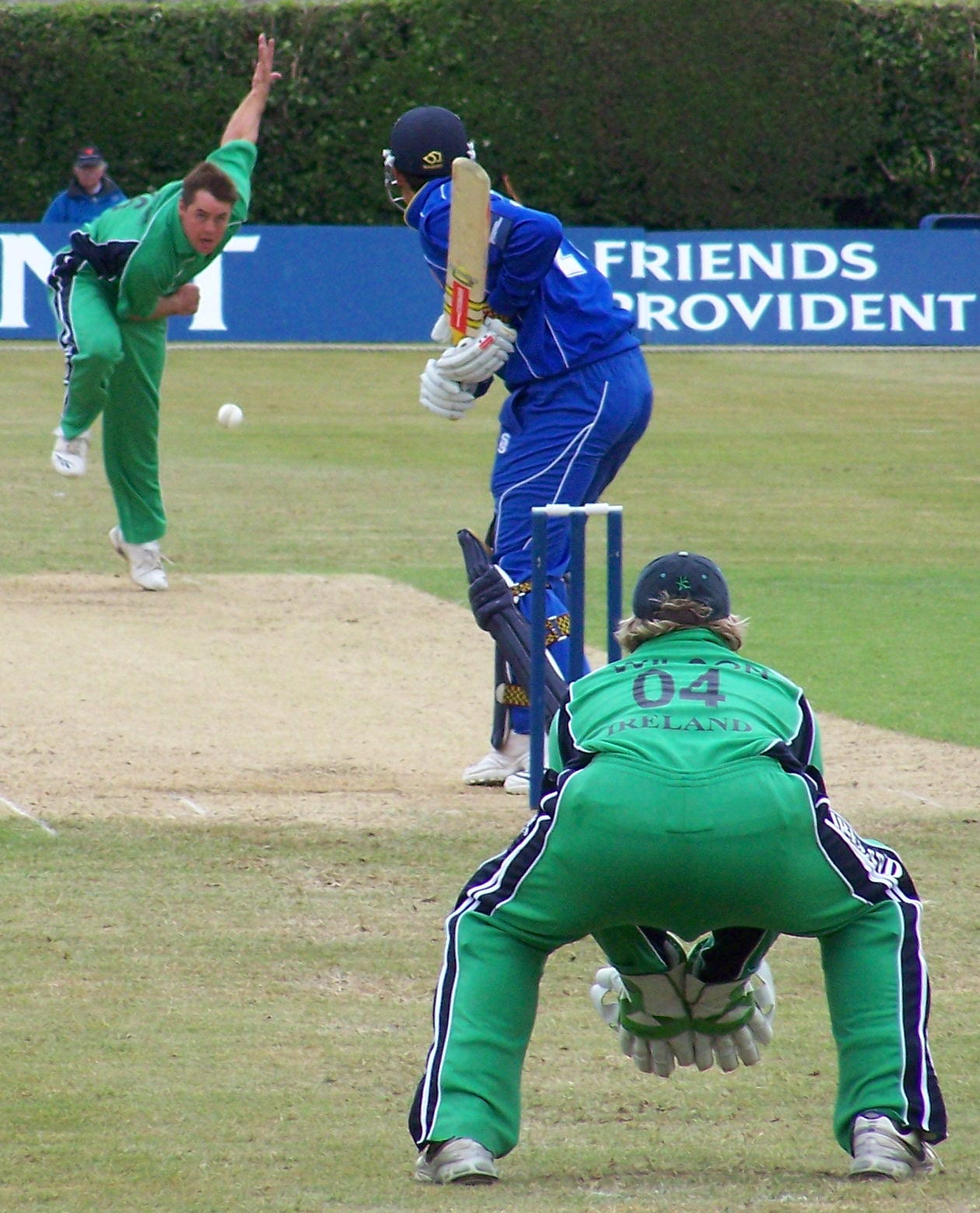
Irland (in hellem grün) gegen Essex im Friends Provident Trophy 2007 in der Dubliner Castle Avenue

Bis in die frühen 1990er Jahre wurde Irland (wie Schottland) von England vertreten, wodurch diese Mannschaft faktisch das gesamte Vereinigte Königreich und die Republik Irland vertrat. Der ICC nahm Irland 1993 als assoziiertes Mitglied auf, ein Jahr früher als Schottland. Dadurch bestand die Möglichkeit, an den Qualifikationen für die Cricket Weltmeisterschaft teilzunehmen. Die erste Teilnahme erfolgte 1994 bei der ICC Trophy, wobei Irland das Turnier auf dem siebenten Platz beendete. Drei Jahre später erreichte das Team bei der ICC Trophy 1997 das Halbfinale, verlor jedoch das Spiel um den dritten Platz gegen Schottland und verpasste so den Cricket World Cup 1999. Bei der ICC Trophy 2001 erzielte Irland den achten Platz.
Mit der Einführung des ICC Intercontinental Cup 2004 erhielt Irland die Möglichkeit, regelmäßige First-Class-Matches zu spielen. Nachdem das Team es versäumt hatte, bei der Erstaustragung über die Gruppenphase hinaus zu kommen, gewann Irland im Oktober 2005 seinen ersten Turniertitel mit einem Sieg mit sechs Wickets gegen Kenia. Während der in Irland stattfindenden ICC Trophy 2005 – die Gruppenphase in Belfast, Nordirland, und die K.O.-Phase in Dublin, Republik Irland – erreichten die Iren das Finale, unterlagen jedoch Schottland. Mit dem Erreichen des zweiten Platzes qualifizierte sich das Team für den Cricket World Cup 2007 und der Verband erhielt vom ICC 500.000 $ für die folgenden vier Jahre, um die Entwicklung des Crickets in Irland voranzutreiben. Außerdem erhielt Irland offiziellen ODI-Status bis 2009 zuerkannt.
Sein erstes ODI bestritt Irland am 13. Juni 2006 vor 7.500 Zuschauern in Stormont gegen England. Dies war das erste Mal, dass Irland gegen eine englische Mannschaft in voller Stärke antrat. Obschon Irland das Spiel mit 38 Runs verlor, lobte der englische Kapitän Andrew Strauss das Team. Im August 2006 spielte Irland in Division One der Cricket-Europameisterschaft gegen Dänemark, Italien, die Niederlande und Schottland, wobei die Spiele gegen Niederlande und Schottland ODI-Status besaßen. Während des Turniers, und in Irlands zweitem ODI, erzielte es den ersten ODI-Sieg gegen Schottland mit 85 Runs, nachdem der „Man of the match“ Eoin Morgan 99 Runs erzielt hatte. Obwohl das Spiel gegen die Niederlande in einem No Result endete, gewann Irland die Cricket-Europameisterschaft. Irlands zweiter Titel im Intercontinental Cup folgte 2006/07. Das Finale gewann es gegen Kanada mit einem Innings und 115 Runs, das auf vier Tage aufgelegte Spiel wurde innerhalb zweier Tage abgeschlossen. Somit war Irland die erste Mannschaft, die den Intercontinental Cup erfolgreich verteidigen konnte.
2006 wurde die C&G Trophy reorganisiert und eine Gruppenphase vor der bisher alleinigen K.O.-Phase ausgespielt. Während Irland bei dem Turnier bisher nur ein Spiel garantiert war, spielte es seitdem mehr Spiele im englische County Cricket. Irland gelang jedoch nur ein Sieg in neun Spielen. Bis zur Neustrukturierung 2009 nahm Irland am Turnier teil und absolvierte dabei insgesamt 25 Spiele, von denen es zwei gewann. Der letzte Sieg gelang gegen Worcestershire; in dem Spiel bowlte Irland Worcestershire für nur 58 Runs aus, für den Gegner das niedrigste First-Class-Ergebnis. Dies war auch das erste (und letzte) Mal, dass Irland einen County Club für weniger als 100 Runs ausbowlte. Irland erhielt die Einladung, ab 2010 am neu organisierten Turnier teilzunehmen; der Verband lehnte das Angebot jedoch ab, um sich mit seinen beschränkten finanziellen Möglichkeiten auf internationales Cricket konzentrieren zu können.

### Erlangung des ODI-Status

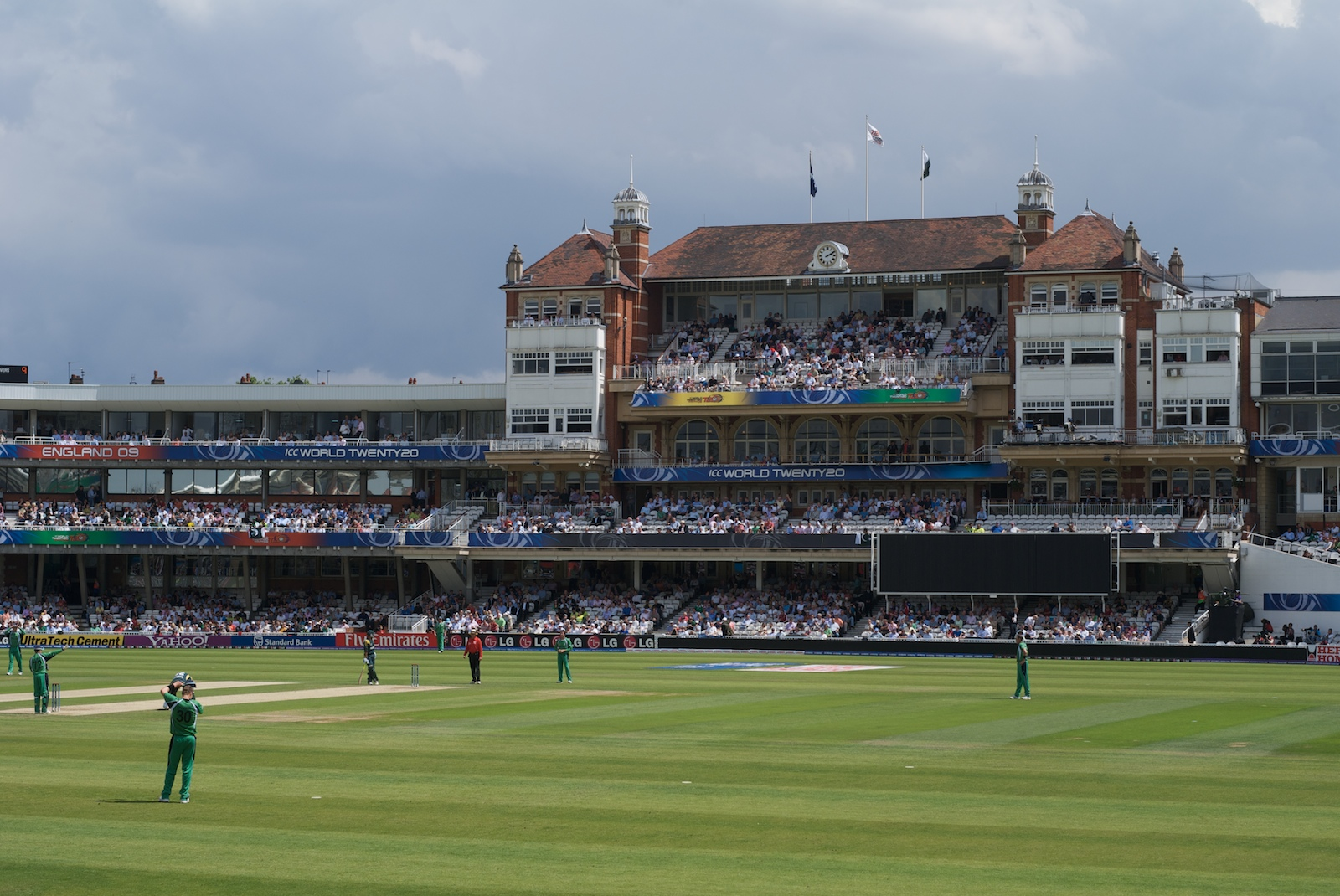
T20I zwischen Irland und Pakistan im Londoner The Oval, 2009

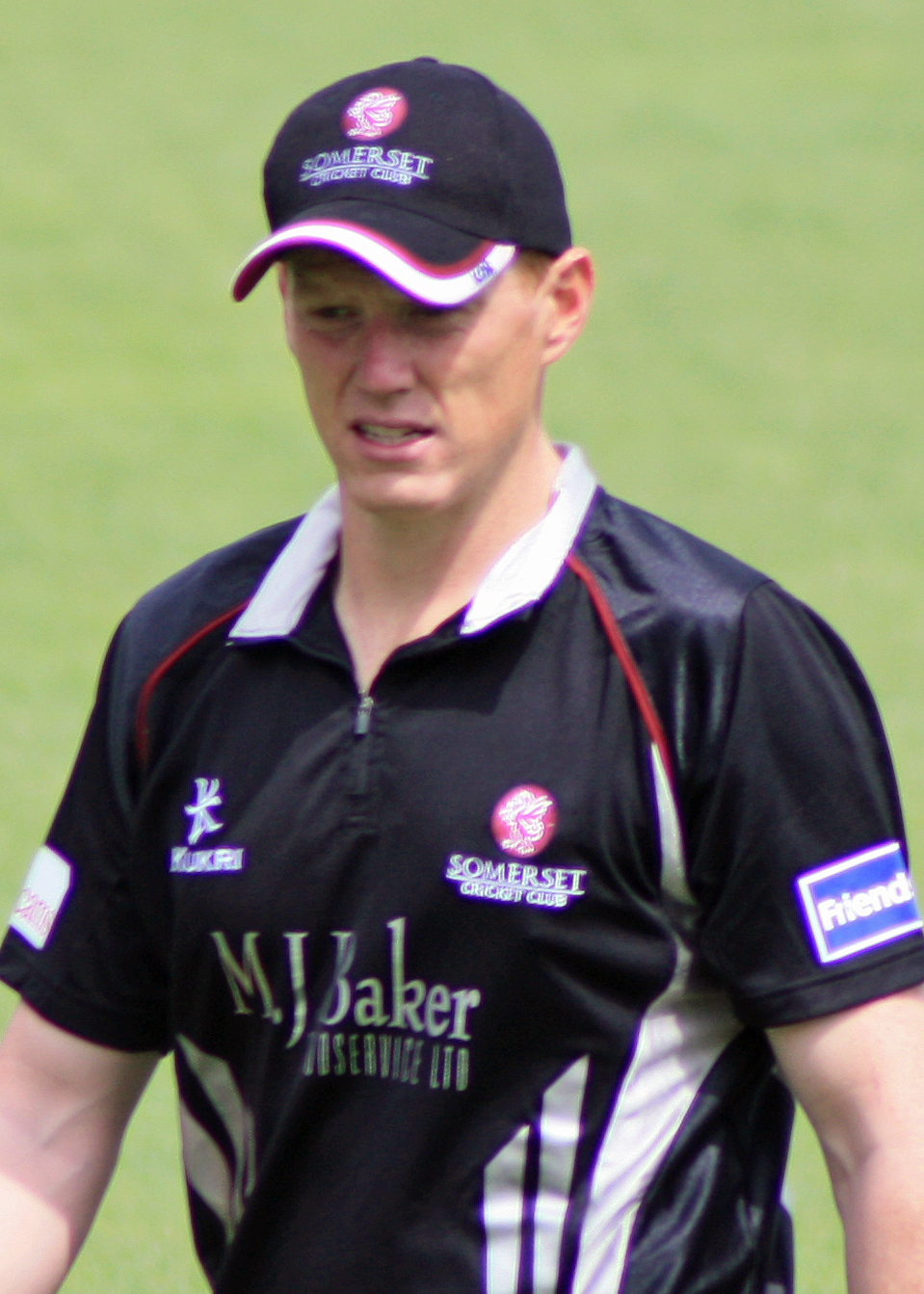
Während des Spieles gegen England beim Cricket World Cup 2011 erzielte Kevin O’Brien das schnellste Century in der Turniergeschichte (innerhalb 50 Bällen)

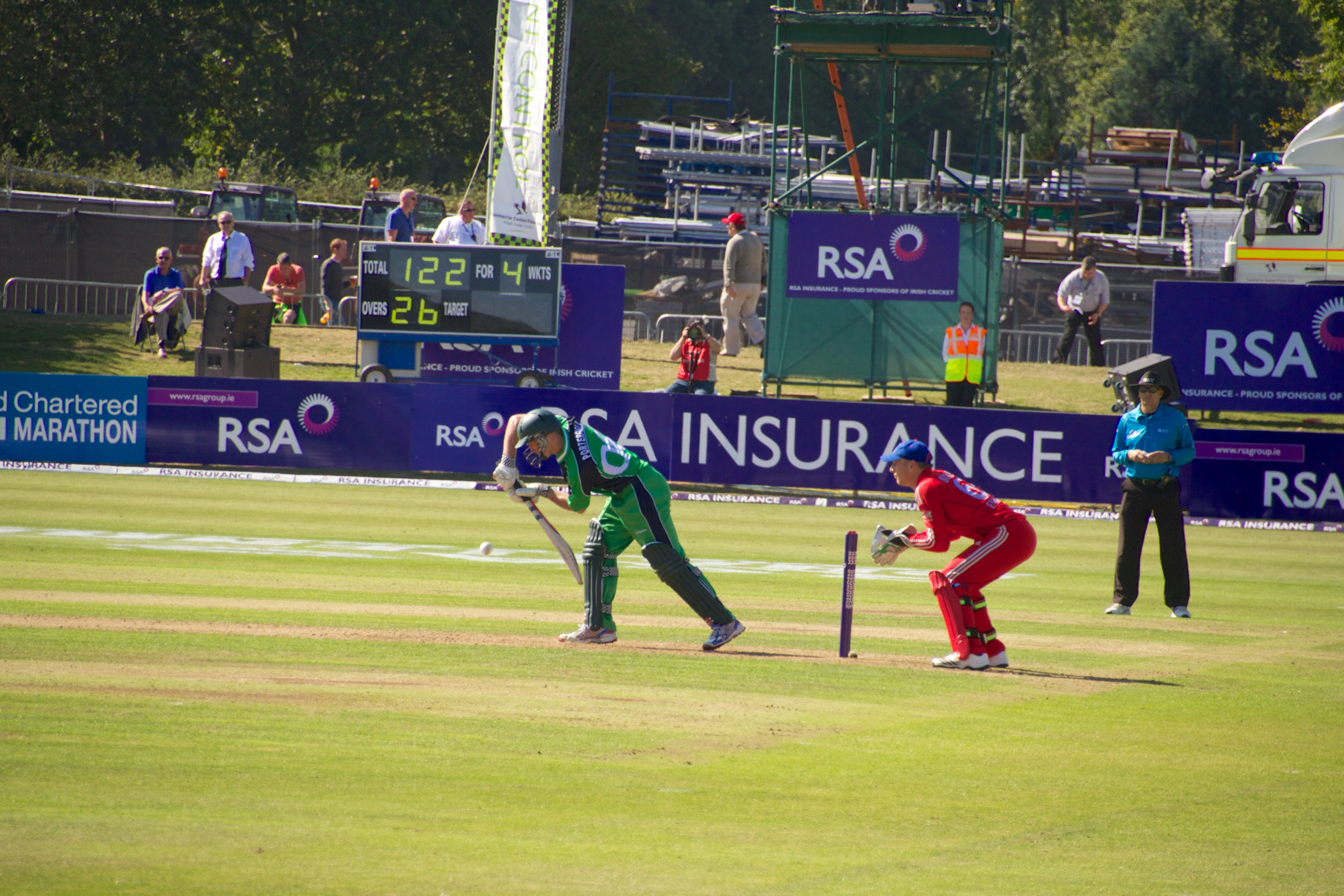
ODI zwischen Irland und England im Malahide Cricket Club Ground nahe Dublin, 2013

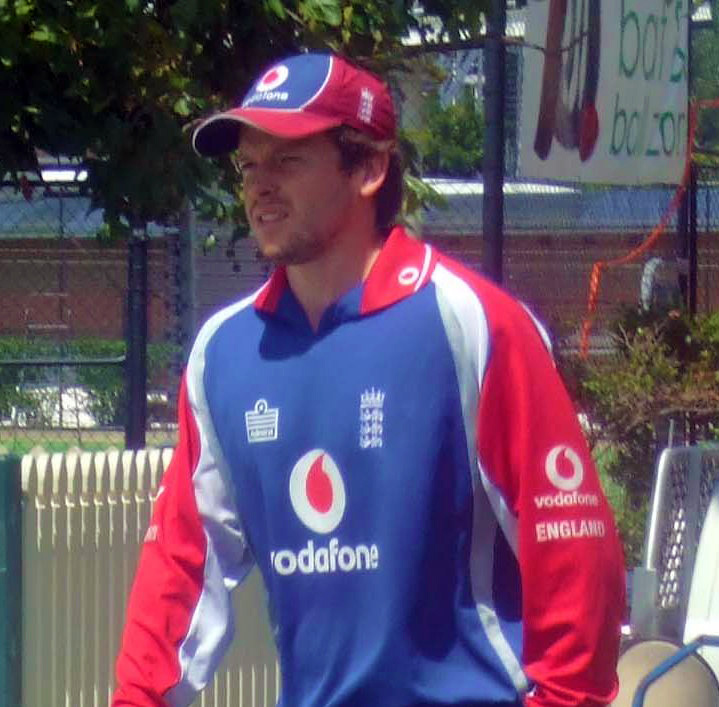
Ed Joyce spielte anfangs für England und später für Irland

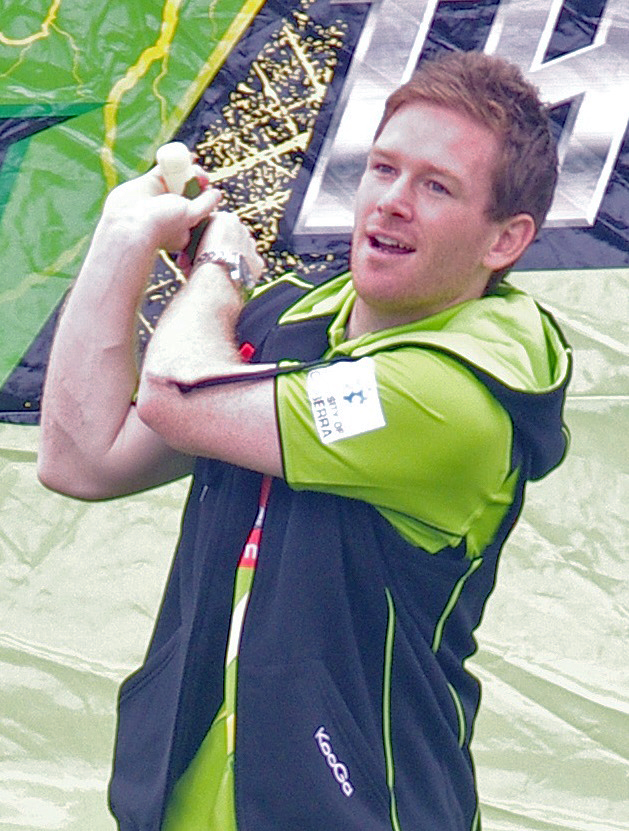
Eoin Morgan spielte sowohl für England als auch für Irland internationales Cricket

Zu Jahresbeginn 2007 hatte Irland mehr als drei Monate internationales Cricket vor sich. Erst besuchte das Team Kenia, um die Division One der World Cricket League 2007–09 auszuspielen. Nach vier knappen Niederlagen landete es auf dem fünften Platz, während Kenia die League gewann. Als Vorbereitung auf dem Cricket World Cup nahm Irland an einem Trainingslager in Südafrika teil. Irlands Performance bei ihrer ersten Teilnahme an einem World Cup überraschte viele Experten. Im ersten Spiel am 15. März spielte es gegen Simbabwe unentschieden, dank Irlands erstem Century bei diesem Turnier durch den „Man of the match“ Jeremy Bray und treffsicherem Bowling im letzten Over von Trent Johnston und Andre Botha. Im zweiten Spiel am Saint Patrick’s Day besiegte die Mannschaft Pakistan, zu dem Zeitpunkt auf dem vierten Platz der ODI-Weltrangliste, mit drei Wickets, wodurch Pakistan aus dem Turnier ausschied. Die beiden Spiele waren ausreichend, um sich für die Super 8 zu qualifizieren, was gemeinhin als Sensation galt. Im letzten Gruppenspiel unterlagen die Iren den West Indies mit acht Wickets. In der Super 8 unterlag Irland in fünf Spielen gegen England, Südafrika, Neuseeland, Australien und Sri Lanka; es gelang jedoch ein Sieg von 74 Runs über die Testnation Bangladesch, damals die neuntbeste Mannschaft der Welt, sodass insgesamt ein achter Platz herausschaute. Die irische Mannschaft wurde bei ihrer Rückkehr in Dublin von jubelnden Anhängern empfangen.
Indien bestritt im Juni 2007 eine ODI-Serie gegen Südafrika in Irland, in dessen Rahmen Irland selbst jeweils ein ODI gegen beide Mannschaften in Stormont spielte. Nachdem Irland ohne die meisten seiner Spieler von der Weltmeisterschaft antreten musste, verlor es beide Spiele. Im Juli waren die Iren Gastgeber der Quadrangular Series 2007 in Dublin und Belfast, an der auch die West Indies, die Niederlande und Schottland teilnahmen. Irland und die West Indies gewannen jeweils ihre Spiele gegen Schottland und die Niederlande, die direkte Begegnung gegeneinander fiel wegen Regenfällen jedoch aus. Die West Indies gewannen das Turnier, nachdem sie im Spiel gegen die Niederlande einen Bonuspunkt erzielt hatten. Trent Johnston trat als Kapitän zurück und wurde im März 2008 durch William Porterfield ersetzt.
Der ICC Intercontinental Cup 2007–08 begann im Juni und Irland absolvierte sein erstes Spiel im August. Nachdem es die Gruppenphase als Zweiter beendet hatte, traf Irland im Finale auf Namibia. Irland gewann mit neun Wickets und gewann so seinen dritten Intercontinental Cup in Folge. Im März unternahm die irische Mannschaft eine Tour nach Bangladesch für drei ODIs, verlor jedoch alle Spiele. Im Juli traf Irland bei der Associate Tri-Series in Aberdeen auf Neuseeland und Schottland, verlor jedoch beide Spiele.
Titelverteidiger Irland war Ende Juli Gastgeber der Cricket-Europameisterschaft (Division One) und gewann das Turnier, nachdem es jedes Spiel für sich entschieden hatte, einschließlich des entscheidenden Spiels gegen Schottland mit sieben Wickets. Anfang August empfing Irland während der ICC World Twenty20 Qualifier 2008 fünf andere assoziierte Mitglieder in Belfast; dies war Irlands T20I-Debüt. Dabei gelang durch Siege gegen Schottland und Bermuda der Einzug ins Finale gegen die Niederlande. Dieses kam jedoch wegen Regen nicht zur Austragung, so dass eine Titelteilung erfolgte. Mit dem Erreichen des Finales qualifizierte sich Irland für die World Twenty20 im Juni 2009 in England. Im August bestritt Irland daheim drei ODIs gegen Kenia. Irland gewann das erste Spiel und die Serie mit 1–0. Im Oktober 2008 besuchte Irland Kenia für ein Drei-Nationen-Turnier gegen den Gastgeber und Simbabwe. Nur zwei von Irlands Spielen konnten absolviert werden. Irland verlor sein erstes Spiel gegen Simbabwe, es gewann jedoch das zweite gegen Kenia, verpasste aber das Finale.

### Erste Twenty20-Weltmeisterschaften
Kurz vor Beginn der World Twenty20 2009 verlor Irland seinen Batsman Eoin Morgan – auf ähnliche Weise wie Ed Joyce einige Jahre früher –, nachdem er für die englische Mannschaft nominiert worden war und daraufhin nicht mehr für Irland spielen konnte. Irland spielte sein erstes T20I am 8. Juni 2009 gegen ein Vollmitglied des ICC und bezwang Bangladesch mit vier Wickets, die daraufhin aus dem Turnier ausschieden. Irland erreichte die folgende Runde. In der Gruppe mit Neuseeland, Pakistan und Sri Lanka verlor es alle Spiele.
Im Jahr 2009 stand erneut das Qualifikationsturnier für die Cricket-Weltmeisterschaft auf dem Programm. Dabei gelang ein souveräner Einzug ins Finale, wo die Iren sich dann gegen Kanada durchsetzten und so für die Weltmeisterschaft 2011 in Bangladesch, Indien und Sri Lanka qualifizierten. Außerdem verlängerte der ICC den ODI-Status bis 2013. Irland bestritt 2009 neun ODIs, von denen es die sieben gegen assoziierte Mitglieder gewann und das einzige gegen eine Testnation (England) verlor. Die hohe Popularität des neuen T20I-Formates führte dazu, dass drei Jahre später erneut ein Qualifikationsturnier stattfand, das Irland im Finale gegen Afghanistan gewann.
2010 spielte Irland 17 ODIs, von denen es elf gewann (einschließlich eines Sieges gegen Bangladesch) und sechs verlor. Beim ICC World Twenty20 2010 in den West Indies verlor Irland zunächst gegen den Gastgeber, so dass das letzte Spiel gegen England unbedingt gewonnen werden musste. Allerdings setzte kurz nach dem Beginn des zweiten Innings Regen ein, so dass das Spiel abgebrochen werden musste. Da die Engländer besser gegen die West Indies abgeschnitten hatten, waren diese für die nächste Runde qualifiziert und Irland schied aus.

### Sieg gegen England
Beim Cricket World Cup 2011 in Bangladesch, Indien und Sri Lanka gelang es Irland nicht, die K.O.-Phase zu erreichen, trotz eines historischen Sieges gegen England. Irland besiegte England mit drei Wickets und Kevin O’Brien erzielte das schnellste Century (100 Runs) in der Turniergeschichte, nachdem er dies innerhalb von 50 Bällen erreicht hatte. Nachdem es Englands Vorgabe von 327 Runs eingeholt hatte, erzielte Irland den Rekord für die höchste erfolgreiche Aufholjagd in der Turniergeschichte. Da die Mannschaft jedoch ansonsten nur gegen die Niederlande gewinnen konnte, und Niederlagen unter anderem gegen Bangladesch in Kauf nehmen musste, kam sie nicht über die Vorrunde hinaus.
Kurz nach dem Ende des Cricket World Cup 2011 kündigte das ICC an, dass an den Turnieren 2015 und 2019 nur zehn Mannschaften teilnehmen würden. Die assoziierten Mitglieder, die sich wahrscheinlich nicht für ein Turnier mit weniger Teilnehmern qualifizieren können, protestierten gegen diese Entscheidung und drangen, angeführt von Irland, darauf, dass das ICC diese Entscheidung zurücknahm, was im Juni geschah. Nach der Weltmeisterschaft spielte Irland ODIs gegen Pakistan, England und Schottland, verlor jedoch jedes dieser Spiele. Insgesamt bestritt Irland 2011 zwölf ODIs, von denen es vier gewann.
Bei der Qualifikation für die World Twenty20 2012 verlor das Team zunächst in der Vorrunde gegen Namibia. Da alle anderen Spiele jedoch gewonnen werden konnten – unter anderem im zweiten Qualifikationsfinale gegen Namibia – und im Finale gegen Afghanistan, entschied Irland dennoch das Turnier für sich und qualifizierte sich somit für das Turnier in Sri Lanka. Beim Hauptturnier selbst verlor das Team dann sein Eröffnungsspiel gegen Australien. Das für das Weiterkommen entscheidende Spiel gegen die West Indies musste ohne Ergebnis wegen Regens abgebrochen werden und so schied Irland aufgrund einer höheren Niederlage gegen Australien aus dem Turnier aus. Bei der Qualifikation 2013 konnte sich das Team klar durchsetzen. Bei der Endrunde in Bangladesch gelang jedoch nur ein Sieg gegen die Vereinigten Arabischen Emirate, sodass auch hier das Turnier für die Mannschaft nach der Vorrunde endete. Im nächsten Qualifikationszyklus wurde Irland Dritter und qualifizierte sich so abermals für die Endrunde in Indien. Dort belegte es in der Vorrunde ohne Sieg den letzten Platz. In der Qualifikation für den T20 World Cup 2021 gewann Irland seine Gruppe und qualifizierte sich so für das Hauptturnier in Oman und den Vereinigten Arabischen Emiraten. Dort gelang den Iren jedoch nur ein Sieg gegen die Niederlande, während die Spiele gegen Namibia und Sri Lanka in Niederlagen resultierten, wodurch sie aus dem Turnier ausschieden. In der T20 World Cup Global Qualifier Group A 2022 erreichte Irland den zweiten Platz und qualifizierte sich für den T20 World Cup 2022. In der Vorrunde dieses Turnieres in Australien unterlagen die Iren im ersten Spiel Simbabwe, bezwangen danach jedoch Schottland und die West Indies und erreichten die Super 12. Dort unterlag Irland Sri Lanka, Australien und Neuseeland, während das vom Regen beeinflusste Spiel gegen England gewonnen werden konnte und das Spiel gegen Afghanistan aufgrund Regens abgesagt werden musste, womit das Team aus dem Turnier ausschied.

### Regelmäßige Spiele gegen Top-Mannschaften
Irland qualifizierte sich durch den Gewinn des Intercontinental Cup One-Day Turniers 2011–2013 für den Cricket World Cup 2015, woraufhin es in die ICC ODI Championship aufstieg und die ICC World Cricket League verließ, jedoch nicht den ICC Intercontinental Cup. Im ersten Spiel des Cricket World Cup 2015 besiegte Irland die West Indies mit vier Wickets, nachdem es erfolgreich 304 Runs eingeholt hatte. Im zweiten Spiel besiegte es die Vereinigten Arabischen Emirate mit zwei Wickets. Von insgesamt fünf erfolgreichen Aufholjagden bei Weltmeisterschaften mit mindestens 300 waren drei von Irland. Jedoch gab es auch hohe Niederlagen gegen Indien und Südafrika. Die dadurch bedingte schlechte Net Run Rate verlangte einen Sieg im abschließenden Gruppenspiel gegen Pakistan, das jedoch mit sieben Wickets verloren ging.
Im Juni 2016 gewann Sri Lanka während seiner Englandtour beide ODIs gegen Irland. Einen Monat später bestritt Irland seine erste ODI-Serie von fünf Spielen gegen Afghanistan, die mit 2–2 unentschieden endete. Im August besuchte Pakistan auf seiner Englandtour Irland für zwei ODIs, von denen die Gäste das erste gewannen. Im September besuchte Irland Südafrika für jeweils ein ODI gegen den Gastgeber und Australien, verlor jedoch beide Spiele. Während der Jahresversammlung des ICC im Oktober wurde Irlands heimischen Turnier, der Inter-Provincial Championship, First-Class-Status verliehen. Im Mai 2017 unternahm Irland eine Englandtour, um dort erstmals eine ODI-Serie zu spielen, verlor jedoch beide Spiele. Für den Cricket World Cup 2019 in England und Wales konnte sich Irland nicht qualifizieren, da es im entscheidenden Qualifikationsspiel gegen Afghanistan unterlag.

### Erlangung des Teststatus

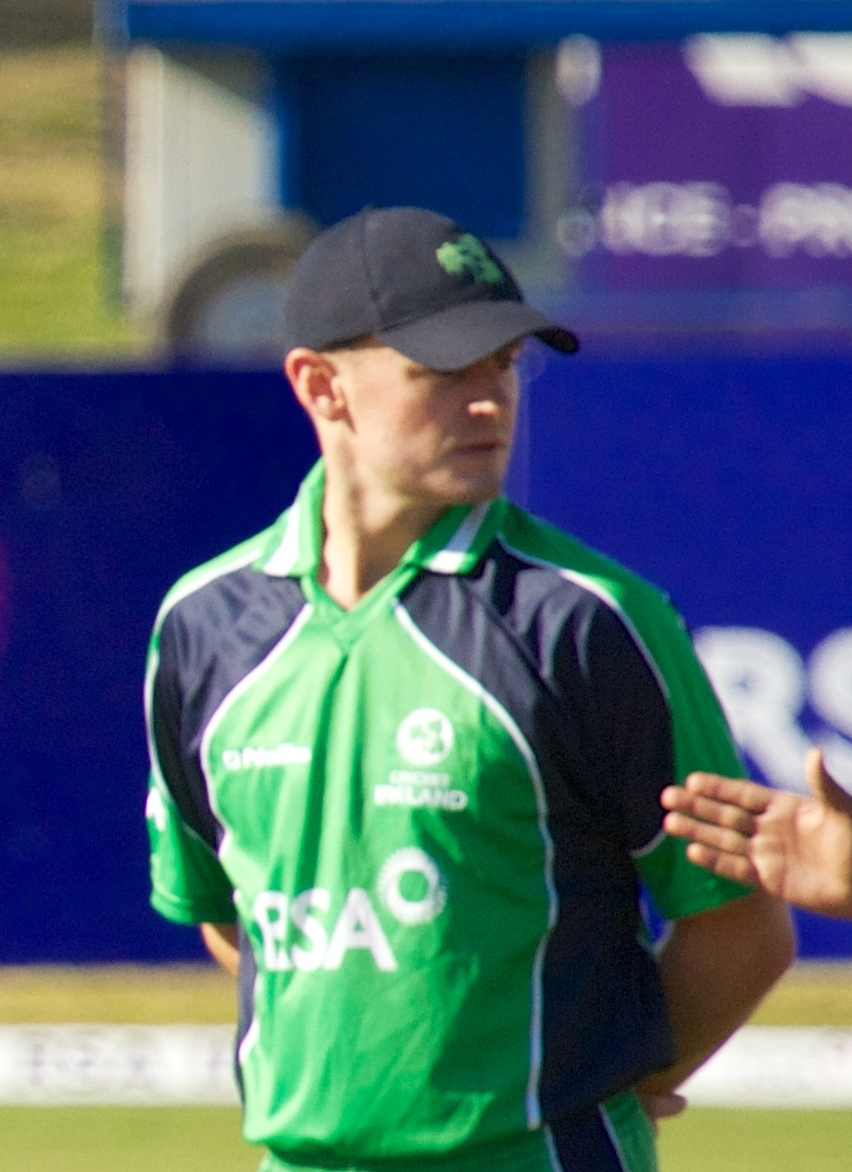
William Porterfield, Irlands erster Testkapitän

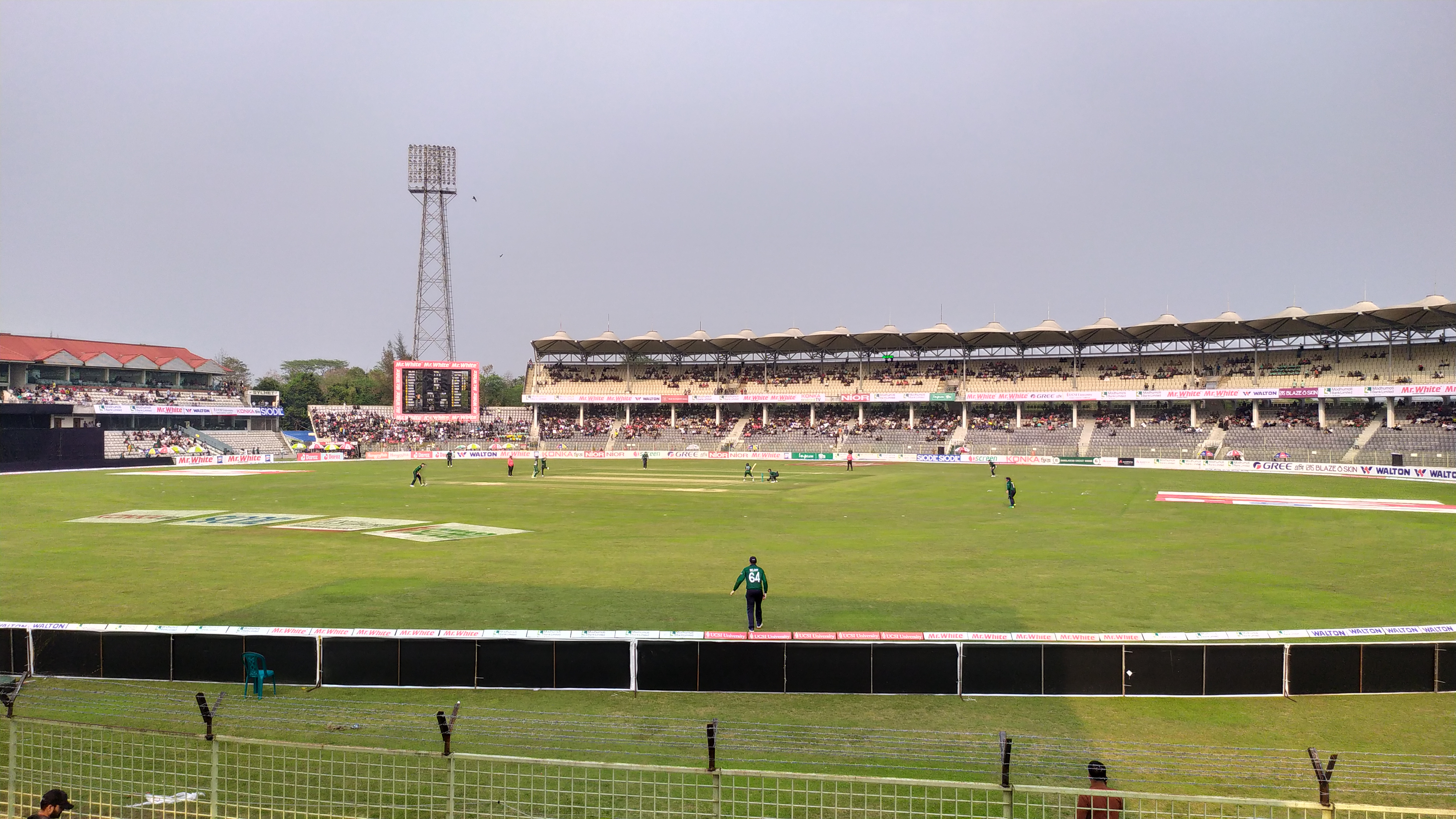
ODI zwischen Irland und Bangladesch im Sylhet International Cricket Stadium in Sylhet, 2023

Im Januar 2012 äußerte der Vorsitzende von Cricket Ireland, Warren Deutrom, den Wunsch, ab etwa 2020 Test Cricket spielen zu können. Das Vorhaben lag vor allem darin begründet, dass gute irische Spieler nach England gingen, um für die dortige Nationalmannschaft Test Cricket spielen zu können. Deutrom verdeutlichte das Vorhaben bei der Bekanntgabe des strategischen Plans für das irische Cricket bis 2015. Der Plan bestand aus mehreren Zwischenzielen, einschließlich der Erhöhung teilnehmender Spieler auf 50.000, das Erreichen des achten Platzes in der Weltrangliste, die Errichtung einer eigenen heimischen First-Class-Struktur und die Etablierung von Cricket als fünftbeliebteste Mannschaftssportart in Irland.
Deutrom schrieb bereits 2009 einen Brief an das ICC, in dem er das Vorhaben seines Verbandes, sich um eine volle Mitgliedschaft zu bewerben, verdeutlichte – ein möglicher Weg zum Test Cricket – und um Klarheit über den Prozess zu bekommen. Allerdings gab es dafür keine festen Kriterien, so dass schwer absehbar war, wann Irland diesen Schritt gehen wird. Der ehemalige australische Batsman Jason Gillespie meinte, wenn Irland Teststatus erhalten sollte, „wäre dies eine große Neuigkeit im Weltkricket, und es wäre eine massive positive Geschichte für das weltweite Spiel“. Nach dem Sieg Irlands gegen die West Indies beim Cricket World Cup 2015 plädierte der ehemalige westindische fast bowler Michael Holding dafür, dass das ICC unverzüglich Teststatus an Irland vergeben müsse: „Sie müssen jetzt anerkannt werden“. Das ICC bestätigte 2015, dass Irland 2019 Teststatus bekommen werde, wenn es den ICC Intercontinental Cup 2015–2017 gewinne und die zehntplatzierte Testnation 2018 bei einer Testserie von vier Spielen besiege.
Am 22. Juni 2017, nach mehr als zehn Jahren internationalem Cricket auf hohem Niveau, wurde während der Londoner Jahresversammlung des ICC Irland (zusammen mit Afghanistan) Teststatus zuerkannt, womit es die elfte Testnation wurde. Im Oktober 2017 kündigte das ICC an, dass Irland seinen ersten Test im Mai 2018 daheim gegen Pakistan spielen werde. Irland bestritt im März 2019 seinen ersten Auswärtstest in Indien gegen den Mitdebütanten Afghanistan, verlor jedoch mit sieben Wickets. Den folgenden Test betritt Irland im Juli 2019 gegen England im Lord’s; nur wenige Tage nach dem Finale der Weltmeisterschaft 2019 zwischen England und Neuseeland im denselben Stadion, bei dem England erstmals Weltmeister wurde (Irland hatte sich nicht für das Turnier qualifiziert). Nach einer hohen Führung nach dem ersten Innings verlor Irland dennoch, nachdem es im zweiten Innings nur 38 Runs erzielt hatte. Dem ICC Future Tours Programm 2019–23 zufolge sollte Irland 16 Tests spielen, es war jedoch wie Afghanistan und Simbabwe kein Teil der ersten beiden ICC World Test Championship. Im Oktober 2019 wurde Andrew Balbirnie zum Test- und ODI-Kapitän ernannt, und im November ersetzte er Gary Wilson als T20I-Kapitän, womit er nun irischer Kapitän in allen drei Cricket-Formen war.
Am 16. Januar 2022 gelang Irland der erste ODI-Auswärtssieg gegen eine Testnation, als es die West Indies mit zwei Wickets im Sabina Park in Jamaika besiegte. Nachdem die Iren auch das dritte ODI gewonnen hatten, entschieden sie erstmals eine Auswärtsserie gegen eine Testnation für sich. Unter Balbirnie gelang im selben Jahr abermals der Einzug in die Hauptrunde des T20 World Cup 2022, jedoch verpassten sie die direkte Qualifikation für das ODI-Turnier 2023. Am 31. März 2023 gelang Irland der erste ODI-Sieg gegen Bangladesch in Bangladesch, als es das dritte Match in der Serie von drei Spielen gewann. Beim Cricket World Cup Qualifier 2023 in Simbabwe spielten sie um die letzten beiden Startplätze, bei dem Irland jedoch nur den siebenten Platz erreichte und damit das Hauptturnier in Indien verpasste, woraufhin Balbirnie vom Kapitänsposten zurücktrat. Im selben Monat gelang ihnen dagegen die Qualifikation für den T20 World Cup 2024 in den West Indies und den Vereinigten Staaten.
Im Frühjahr 2024 gelang Irland gegen Afghanistan im Tolerance Oval in Abu Dhabi der erste Testsieg nach acht Test Matches. Drei Monate später resultierten beim T20 World Cup Niederlagen gegen Indien (mit acht Wickets), Kanada (mit zwölf Runs) und Pakistan (mit drei Wickets), wohingegen das Spiel gegen die Vereinigten Staaten aufgrund Regens abgesagt werden musste, womit das Team aus dem Turnier ausschied.

## Organisation

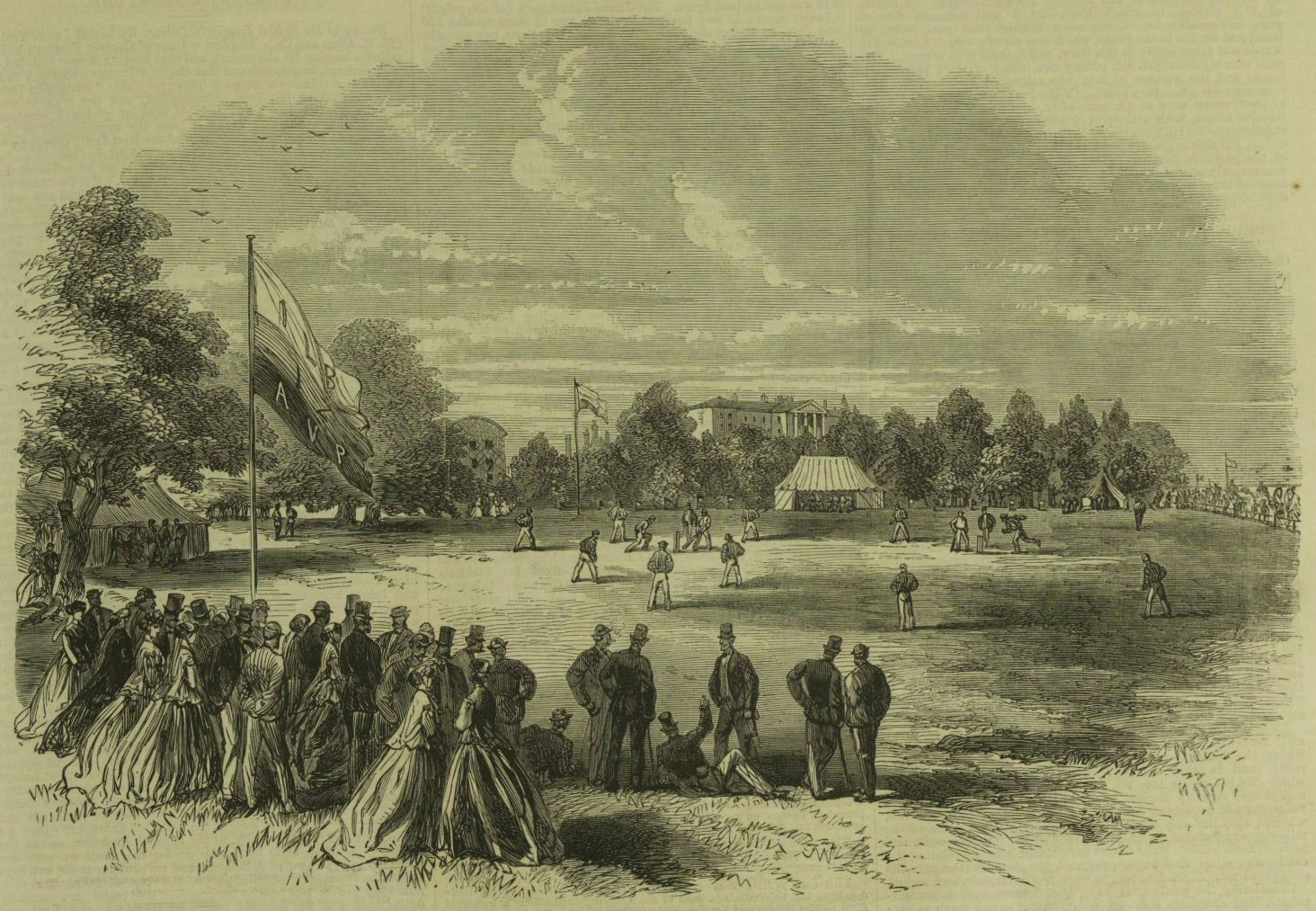
Cricketspiel bei der Viceregal Lodge im Phoenix Park, Dublin, 29. September 1866

1923 gründeten die fünf Provinzverbände Leinster Cricket Union, Munster Cricket Union, Northern Cricket Union, Connacht Cricket Union und North West Cricket Union den gesamtirischen Verband Irish Cricket Union (überwiegend Cricket Ireland genannt). 1993 wurde er als assoziiertes Mitglied in den International Cricket Council (ICC) aufgenommen und 2017 Vollmitglied des ICC.
Cricket Ireland stellt die Irland vertretenen Cricket-Nationalmannschaften, einschließlich der für die Männer, Frauen und Jugend, zusammen. Der Verband ist außerdem verantwortlich für die Durchführung von Test-, ODI- und T20I-Serien gegen andere Nationalmannschaften sowie die Organisation von Heimspielen und -turnieren. Neben der Aufstellung des Teams ist er verantwortlich für den Kartenverkauf, der Gewinnung von Sponsoren und der Vermarktung der Medienrechte.
Kinder und Jugendliche werden bereits in der Schule an den Cricketsport herangeführt und je nach Interesse und Talent beginnt dann die Ausbildung. Wie andere Cricketnationen verfügt Irland über eine U-19-Nationalmannschaft, die an der entsprechenden Weltmeisterschaft teilnimmt. Die zweite Nationalmannschaft Irlands bildet Ireland Wolves, deren Spiele über First-Class- bzw. List-A-Status verfügen.

## Flagge und Hymne

Flagge von Cricket Ireland

Das Logo enthält ein Shamrock (dreiblättriges Kleeblatt) auf einen Cricketball. Bei Länderspielen wird nur die Verbandsflagge gehisst, die das typisch irische Shamrock-Symbol in grün auf einem dunkelblauen Hintergrund zeigt.
Die irische Cricket-Nationalmannschaft ist eine der wenigen nationalen Mannschaften auf der Insel, die sowohl bei irischen Nationalisten als auch bei den Anhängern einer Union mit dem Vereinigten Königreich Unterstützung genießt. Da die Mannschaft sich aus Spielern aus zwei voneinander unabhängigen Ländern zusammensetzt, gab es in der Vergangenheit mehrmals Kontroversen über die zu verwendenden Flaggen und Hymnen. Als Kompromiss wird seit den 1990er Jahren bei Länderspielen Ireland’s Call gespielt, eine von Phil Coulter ursprünglich für die Rugby-Union-Nationalmannschaft der Insel komponierte Hymne, die das Zusammengehörigkeitsgefühl der vier historischen Provinzen Irlands betont und keinen Hinweis auf die politische Teilung enthält.

## Trikots
Im Test Cricket trägt Irland weiße Cricket-Kleidung, die bei kalten Wetter um einem Pullover bzw. Pullunder mit einem grünen V-Halsausschnitt ergänzt wird und das Logo von Cricket Ireland in der Mitte zeigt. Die Hemden zeigen das Logo von Cricket Ireland auf der rechten Brust, den Trikotausrüster auf dem Ärmel und das Sponsorlogo auf der linken Brust. Die Feldspieler tragen eine dunkelblaue Baseball-Kappe oder einen weißen Sonnenhut mit dem Logo von Cricket Ireland. Die Helme der Batsmen sind auf ähnliche Weise gestaltet. In den kürzeren Cricket-Formaten tragen irische Spieler ein smaragdgrünes (in ODIs) oder ein grasgrünes (in T20Is) Trikot – weshalb die Spieler auch als men in green („Männer in Grün“) bezeichnet werden – mit dunkelblauen und weißen Akzenten und das Logo von Cricket Ireland auf der rechten Brust, das Sponsorlogo in der Mitte und das Logo des Ausrüsters auf der linken Brust. Die Feldspieler tragen eine dunkelblauen Baseball-Kappe oder einen Sonnenhut. Bei ICC-Turnieren erscheint das Sponsorlogo auf den Ärmel des nichtführenden Arms und der Schriftzug IRELAND erscheint in weiß in der Mitte des Trikots. Sponsor Irlands ist CoinDCX und der Trikotausrüster ist O’Neills.

## Stadien

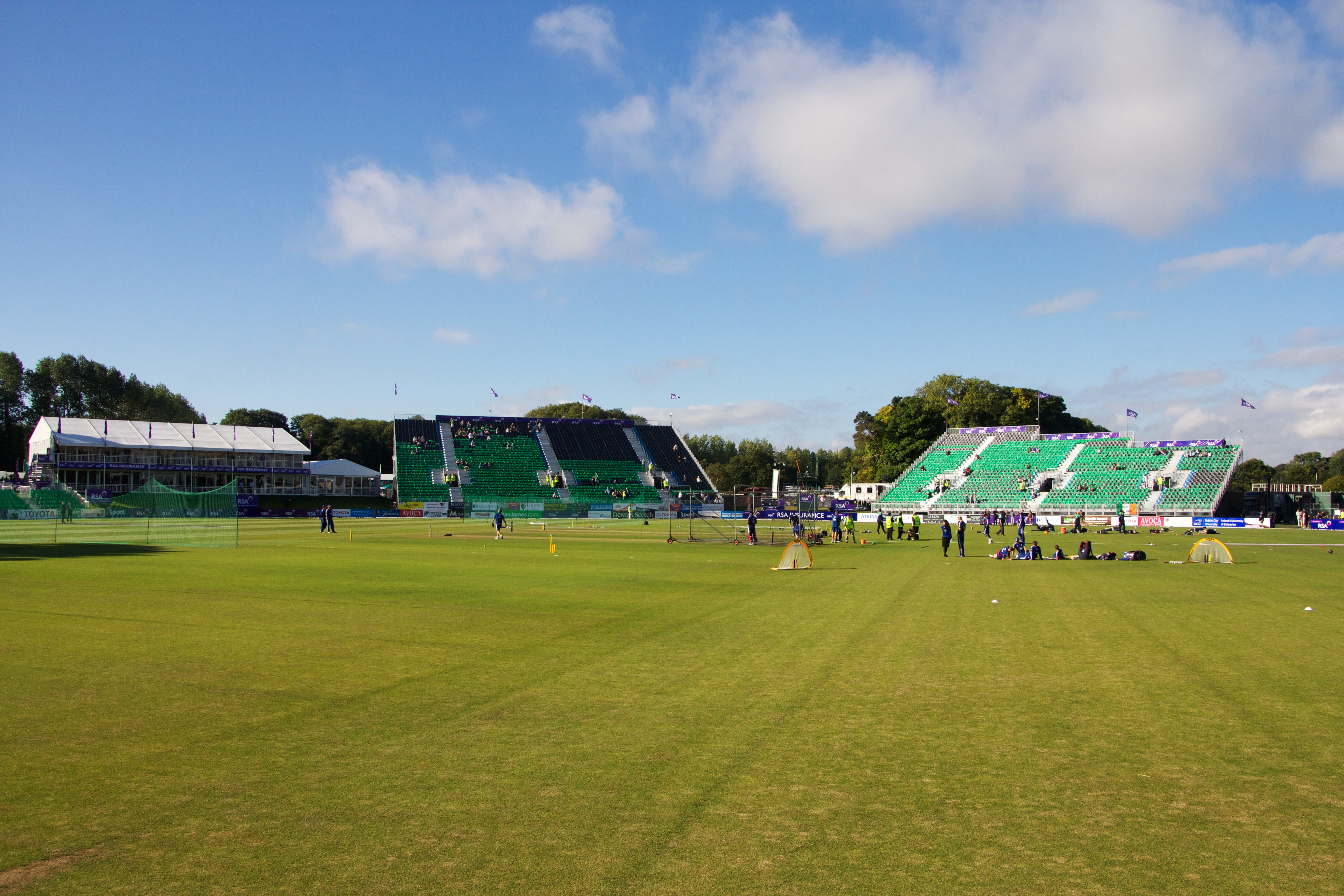
Im Dubliner Malahide Cricket Club Ground fand Irlands erster Heimtest statt

Irland verfügt über kein offizielles Heimstadion für seine Nationalmannschaft, sondern bestreitet seine Heimspiele in verschiedenen Stadien Irlands. Die irische Mannschaft hat bisher auf heimischen Boden vier Stadien für die Austragung von Cricketspielen verwendet:
| No. | Stadion       | Stadt        | Erstnutzung |
| --- | ------------- | ------------ | ----------- |
| 1   | Castle Avenue | Dublin       | 1999        |
| 2   | Stormont      | Belfast      | 2006        |
| 3   | The Village   | Malahide     | 2013        |
| 4   | Bready Club   | Magheramason | 2015        |

Im Jahr 2018 verkündete Cricket Ireland ein eigenes Stadion in Blanchardstown bei Dublin am National Sports Campus erbauen will, da die temporäre Infrastruktur an den bisherigen Stadien während wichtiger Spiele zu hohe Kosten verursachten.

## Rivalität mit Schottland
Irland pflegt vor allem mit Schottland eine intensive Rivalität. Diese Rivalität zwischen den beiden „keltischen Nationen“ ist geprägt durch viele besondere Vorfälle im Lauf der Jahrzehnte; zusätzlich gewinnt die Rivalität eine besondere Note durch die wechselseitige Einwanderung, die im 19. und auch im 20. Jahrhundert stattfand. Von den 21 bisherigen ODI-Begegnungen gewann Irland 15 und Schottland fünf, zuzüglich ein Remis. In T20Is trafen beide Mannschaften 16-Mal aufeinander, wovon Irland neun gewann und Schottland vier, zuzüglich ein Unentschieden und zwei Remis. Bei Cricket World Cups trafen die Mannschaften bisher noch nicht aufeinander, während sie bei T20 World Cups bisher einmal aufeinandertrafen (2022), wobei Irland siegreich war.

## Internationale Touren
Wie es seit dem Beginn des internationalen Crickets üblich ist, unternimmt die irische Cricket-Nationalmannschaft zum Teil monatelange Touren ins Ausland, um gegen andere Nationalteams sowie gegen Regionalauswahlen und Cricketclubs anzutreten. Ebenso empfängt man daheim durch Irland tourenden Nationalteams. Im heimischen Sommer ist man entweder Gastgeber oder tourt durch andere Cricketnationen der Nordhemisphäre und im heimischen Winter tourt man durch die Cricketnationen der Südhemisphäre. Im Gegensatz zu den meisten anderen Cricketnationen spielt Irland im Test Cricket jedoch um keine Trophäen gegen seine Gegner.

## Spieler

### Spielerstatistiken
Insgesamt haben für Irland 29 Spieler Tests, 68 Spieler ODIs und 59 Spieler T20Is gespielt. Im Folgenden sind die Spieler aufgeführt, die für die irische Mannschaft die meisten Runs und Wickets erzielt haben.

#### Runs
| Test                 | Test                 | Test                 | Test                 | ODI                  | ODI                  | ODI                  | ODI                  | T20I                 | T20I                 | T20I                 | T20I                 |
| Spieler              | Zeitraum             | Tests                | Runs                 | Spieler              | Zeitraum             | ODIs                 | Runs                 | Spieler              | Zeitraum             | T20Is                | Runs                 |
| -------------------- | -------------------- | -------------------- | -------------------- | -------------------- | -------------------- | -------------------- | -------------------- | -------------------- | -------------------- | -------------------- | -------------------- |
| Lorcan Tucker        | 2023–heute           | 5                    | 424                  | Paul Stirling        | 2008–heute           | 161                  | 5.700                | Paul Stirling        | 2009–heute           | 145                  | 3.601                |
| Andrew Balbirnie     | 2018–heute           | 8                    | 378                  | William Porterfield  | 2006–2022            | 148                  | 4.343                | Andrew Balbirnie     | 2015–heute           | 110                  | 2.392                |
| Harry Tector         | 2023–heute           | 5                    | 370                  | Kevin O’Brien        | 2006–2021            | 153                  | 3.619                | Kevin O’Brien        | 2008–2021            | 110                  | 1.973                |
| Paul Stirling        | 2018–heute           | 6                    | 319                  | Andrew Balbirnie     | 2010–heute           | 108                  | 3.008                | Harry Tector         | 2019–heute           | 079                  | 1.356                |
| Andy McBrine         | 2019–heute           | 7                    | 314                  | Niall O’Brien        | 2006–2018            | 103                  | 2.581                | Lorcan Tucker        | 2016–heute           | 074                  | 1.317                |
| Stand: 17. Juni 2024 | Stand: 17. Juni 2024 | Stand: 17. Juni 2024 | Stand: 17. Juni 2024 | Stand: 17. Juni 2024 | Stand: 17. Juni 2024 | Stand: 17. Juni 2024 | Stand: 17. Juni 2024 | Stand: 17. Juni 2024 | Stand: 17. Juni 2024 | Stand: 17. Juni 2024 | Stand: 17. Juni 2024 |

#### Wickets
| Test                 | Test                 | Test                 | Test                 | ODI                  | ODI                  | ODI                  | ODI                  | T20I                 | T20I                 | T20I                 | T20I                 |
| Spieler              | Zeitraum             | Tests                | Wickets              | Spieler              | Zeitraum             | ODIs                 | Wickets              | Spieler              | Zeitraum             | T20Is                | Wickets              |
| -------------------- | -------------------- | -------------------- | -------------------- | -------------------- | -------------------- | -------------------- | -------------------- | -------------------- | -------------------- | -------------------- | -------------------- |
| Mark Adair           | 2019–heute           | 5                    | 18                   | Kevin O’Brien        | 2006–2021            | 153                  | 114                  | Mark Adair           | 2019–heute           | 086                  | 122                  |
| Andy McBrine         | 2019–heute           | 7                    | 14                   | George Dockrell      | 2010–heute           | 124                  | 106                  | George Dockrell      | 2010–heute           | 139                  | 083                  |
| Tim Murtagh          | 2018–2019            | 3                    | 13                   | Boyd Rankin          | 2007–2020            | 068                  | 096                  | Josh Little          | 2016–heute           | 069                  | 078                  |
| Stuart Thompson      | 2018–2019            | 3                    | 10                   | Andy McBrine         | 2014–heute           | 088                  | 086                  | Craig Young          | 2015–heute           | 065                  | 075                  |
| Boyd Rankin          | 2018–2019            | 2                    | 07                   | Craig Young          | 2014–heute           | 045                  | 074                  | Kevin O’Brien        | 2008–2021            | 110                  | 58                   |
| Stand: 17. Juni 2024 | Stand: 17. Juni 2024 | Stand: 17. Juni 2024 | Stand: 17. Juni 2024 | Stand: 17. Juni 2024 | Stand: 17. Juni 2024 | Stand: 17. Juni 2024 | Stand: 17. Juni 2024 | Stand: 17. Juni 2024 | Stand: 17. Juni 2024 | Stand: 17. Juni 2024 | Stand: 17. Juni 2024 |

### Mannschaftskapitäne
Bisher hat insgesamt zwei Spieler als Kapitän für Irland bei einem Testmatch fungiert, sechs für ein ODI und sechs für ein T20I.
| Test | Test                | Test       | ODI                 | ODI        | T20I                | T20I       |
| Nr.  | Name                | Zeitraum   | Name                | Zeitraum   | Name                | Zeitraum   |
| ---- | ------------------- | ---------- | ------------------- | ---------- | ------------------- | ---------- |
| 1    | William Porterfield | 2018–2019  | Trent Johnston      | 2006–2010  | William Porterfield | 2008–2017  |
| 2    | Andrew Balbirnie    | 2023–heute | Kyle McCallan       | 2007–2008  | Kevin O’Brien       | 2015       |
| 3    |                     |            | William Porterfield | 2008–2019  | Gary Wilson         | 2016–2019  |
| 4    |                     |            | Kevin O’Brien       | 2010–2014  | Paul Stirling       | 2019–heute |
| 5    |                     |            | Andrew Balbirnie    | 2020–2023  | Andrew Balbirnie    | 2020–2023  |
| 6    |                     |            | Paul Stirling       | 2022–heute | Lorcan Tucker       | 2024       |

## Bilanz
Die Mannschaft hat die folgenden Bilanzen gegen die anderen Vollmitglieder des ICC im Test-, ODI- und T20I-Cricket (Stand: 17. Juni 2024).
| Gegner      | Tests | Tests | Tests | Tests | Tests | ODIs | ODIs | ODIs | ODIs | ODIs | T20Is | T20Is | T20Is | T20Is | T20Is |
| Gegner      | Sp.   | S     | U     | N     | R     | Sp.  | S    | U    | N    | NR   | Sp.   | S     | U     | N     | NR    |
| ----------- | ----- | ----- | ----- | ----- | ----- | ---- | ---- | ---- | ---- | ---- | ----- | ----- | ----- | ----- | ----- |
| Afghanistan | 2     | 1     | 0     | 1     | 0     | 32   | 13   | 0    | 18   | 1    | 26    | 7     | 1     | 18    | 0     |
| Australien  | 0     | 0     | 0     | 0     | 0     | 5    | 0    | 0    | 4    | 1    | 2     | 0     | 0     | 2     | 0     |
| Bangladesch | 1     | 0     | 0     | 1     | 0     | 16   | 2    | 0    | 11   | 3    | 8     | 2     | 0     | 5     | 1     |
| England     | 2     | 0     | 0     | 2     | 0     | 15   | 2    | 0    | 11   | 2    | 2     | 1     | 0     | 0     | 1     |
| Indien      | 0     | 0     | 0     | 0     | 0     | 3    | 0    | 0    | 3    | 0    | 8     | 0     | 0     | 8     | 0     |
| Neuseeland  | 0     | 0     | 0     | 0     | 0     | 7    | 0    | 0    | 7    | 0    | 5     | 0     | 0     | 5     | 0     |
| Pakistan    | 1     | 0     | 0     | 1     | 0     | 7    | 1    | 1    | 5    | 0    | 5     | 1     | 0     | 4     | 0     |
| Simbabwe    | 0     | 0     | 0     | 0     | 0     | 22   | 10   | 1    | 8    | 3    | 15    | 8     | 0     | 7     | 0     |
| Sri Lanka   | 2     | 0     | 0     | 2     | 0     | 5    | 0    | 0    | 5    | 0    | 3     | 0     | 0     | 3     | 0     |
| Südafrika   | 0     | 0     | 0     | 0     | 0     | 8    | 1    | 0    | 6    | 1    | 5     | 0     | 0     | 5     | 0     |
| West Indies | 0     | 0     | 0     | 0     | 0     | 15   | 3    | 0    | 11   | 1    | 8     | 3     | 0     | 3     | 2     |

## Internationale Turniere

### World Test Championship
- 2019–2021: nicht qualifiziert
- 2021–2023: nicht qualifiziert
- 2023–2025: nicht qualifiziert
- 2025–2027: nicht qualifiziert

### Cricket World Cup
- 1975–1992 nicht teilnahmeberechtigt (kein ICC-Mitglied)
- 1996: nicht qualifiziert (Qualifikation)
- 1999: nicht qualifiziert (Qualifikation)
- 2003: nicht qualifiziert (Qualifikation)
- 2007: Super 8 (Qualifikation)
- 2011: Vorrunde (Qualifikation)
- 2015: Vorrunde (Qualifikation)
- 2019: nicht qualifiziert (Qualifikation)
- 2023: nicht qualifiziert (Qualifikation)
- 2027: noch ausstehend
- 2031: noch ausstehend

### Champions Trophy
- 1998: nicht qualifiziert
- 2000: nicht qualifiziert
- 2002: nicht qualifiziert
- 2004: nicht qualifiziert
- 2006: nicht qualifiziert
- 2009: nicht qualifiziert
- 2013: nicht qualifiziert
- 2017: nicht qualifiziert
- 2025: nicht qualifiziert
- 2029: noch ausstehend

### T20 World Cup
- 2007: nicht qualifiziert
- 2009: Super 8 (Qualifikation)
- 2010: Vorrunde (Qualifikation)
- 2012: Vorrunde (Qualifikation)
- 2014: Vorrunde (Qualifikation)
- 2016: Vorrunde (Qualifikation)
- 2021: Vorrunde (Qualifikation)
- 2022: Super 12 (Qualifikation)
- 2024: Vorrunde (Qualifikation)
- 2026: qualifiziert
- 2028: noch ausstehend
- 2030: noch ausstehend

### ICC Intercontinental Cup
- 2004: Vorrunde
- 2005: Finale
- 2006: Sieg
- 2007–08: Sieg
- 2009–10: Vorrunde
- 2011–13: Sieg